# 伊夫傑利
60°41′N 60°26′E / 60.683°N 60.433°E
伊夫傑利（俄语：И́вдель）是俄羅斯斯維爾德洛夫斯克州的一個城市，距葉卡捷琳堡以北535公里。2002年人口19,324人。
1589年建立，1831年改稱現名。1943年建市。